# Музей-заповедник В. М. Шукшина
Музей-заповедник В. М. Шукшина (Всероссийский мемориальный музей-заповедник В. М. Шукшина) — музейный комплекс, созданный на родине Василия Шукшина в селе Сростки Бийского района Алтайского края.
Музей-заповедник, расположенный на территории площадью 1,5 га, включает четыре здания и восемь сооружений.

## История создания
Идея создания музея Василия Шукшина возникла сразу после его кончины. Уже через месяц после смерти писателя и кинорежиссера в Сросткинской средней школе был оформлен стенд о его жизни и творчестве.
В 1976 году в школе, которой было присвоено имя В. М. Шукшина, открылся школьный музей. В этом же году впервые прошли Шукшинские чтения, переросшие в «Шукшинские дни на Алтае» с проведением литературного праздника на г. Пикет.
23 июля 1978 года во время проведения третьих Шукшинских чтений состоялось торжественное открытие мемориального музея В. М. Шукшина как филиала Алтайского краеведческого музея. Экспозиция музея разместилась в доме, который Василий Макарович купил матери в 1965 году на гонорар за роман «Любавины».
В 1989 году музею для расширения экспозиции было передано здание бывшей Сростинской школы.
В 1992 году музей обрел самостоятельность и стал Государственным историко-мемориальным музеем-заповедником В. М. Шукшина, на базе которого в соответствии с распоряжением Правительства РФ создан «Всероссийский мемориальный музей-заповедник В. М. Шукшина».
В 2002 году музеефицирован дом, в котором провел детские годы В. М. Шукшин.
В год 80-летия В. М. Шукшина музей получил в подарок административное здание с фондохранилищем, конференц-залом и служебными помещениями, ставшее первым специализированным музейным фондохранилищем в Алтайском крае.

## Объекты музея-заповедника
- Дом матери

Дом построен местным мастером в 1957-1958 гг. и куплен Василием Шукшиным матери в 1965 году. Мария Сергеевна прожила в доме до конца 1972 года. В это время к дому была пристроена деревянная летняя веранда с крыльцом, а на усадьбе возведены летняя кухня и банька, отнесенные, как и жилой дом, к объектам культурного наследия регионального значения. Первоначальная планировка и внешний вид кирпичного одноэтажного дома сохранились без изменений. После переезда Марии Шукшиной-Куксиной в г. Бийск, дом в 1974 году был продан, а в 1977 году выкуплен государством для организации музея.
- Школа, в которой учился В. М. Шукшин

Деревянное здание школы построено в 1928 году. В этой школе В. М. Шукшин окончил 7 классов, а вернувшись из армии, сдал экстерном экзамены на аттестат зрелости, и в 1953-1954 гг. работал преподавателем вечерней школы, исполняя обязанности директора школы. Здесь же учился Герой Советского Союза Спеков А. В. Бывшая школа является главным зданием музея.
- Дом, в котором провел детские годы В. М. Шукшин

Бревенчатый крестовый дом построен в 1908 году. После ареста в 1933 году и расстрела органами НКВД хозяина дома, он был разделен на две половины между его сыновьями. В 1940 году половину дома приобрел отчим В. М. Шукшина, погибший на фронте в 1942 году, и здесь М. С. Куксина с детьми прожила до 1957 года. С этим домом связаны не только детские, но и юношеские годы Шукшина. После приобретения дома в собственность музея в 2002 году были проведены ремонтно-реставрационные работы по воссозданию облика дома, когда в нем проживала семья Шукшиных.
- Гора Пикет

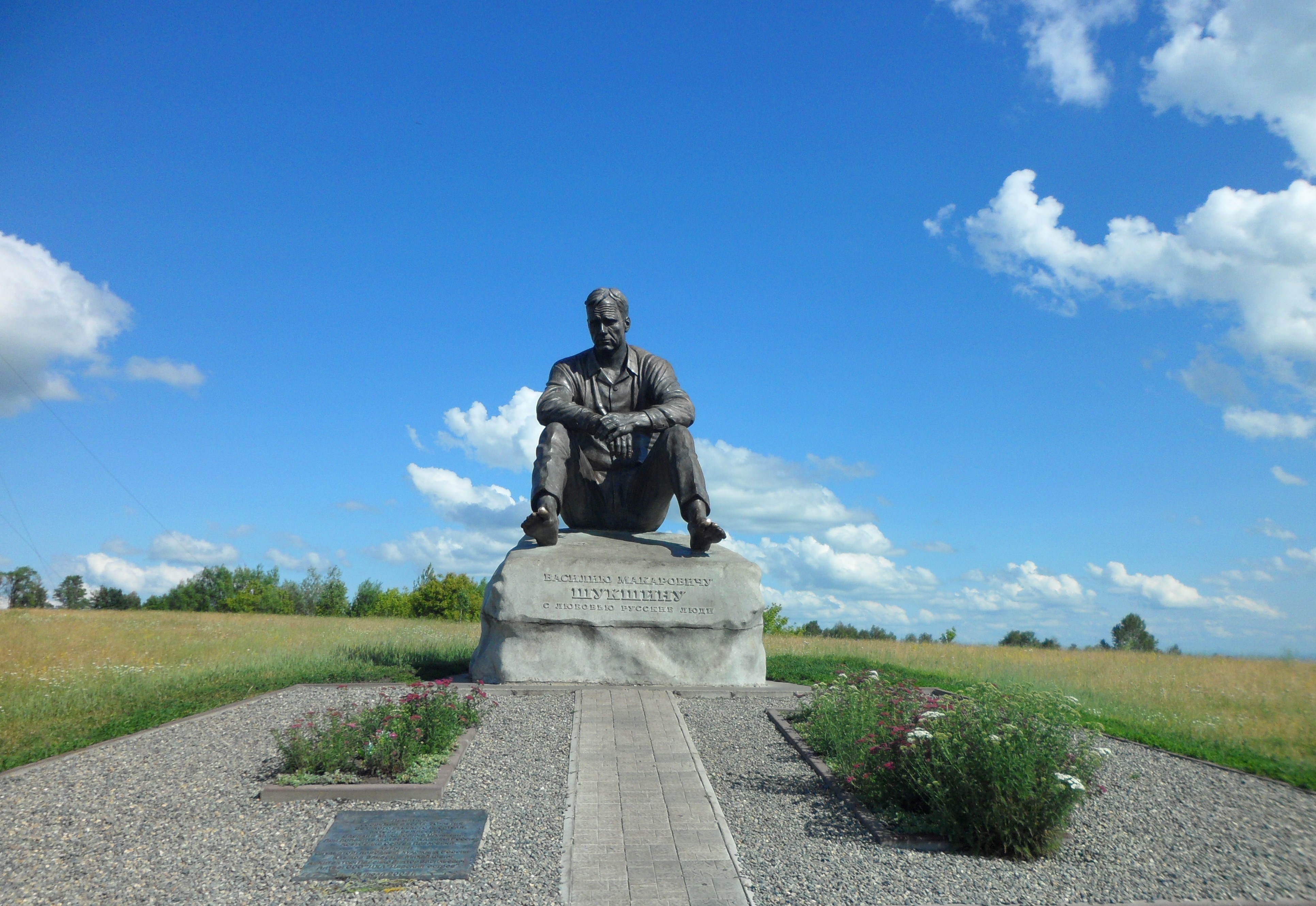
Памятник Василию Шукшину на г. Пикет

На горе Пикет (старинное название Бекет) — любимом месте отдыха Василия Шукшина, ежегодно проходит завершающий этап масштабного Всероссийского фестиваля «Шукшинские дни на Алтае», изначально представлявшего собой литературные чтения, посвящённые памяти артиста, впервые прошедшие в 1976 году. В мероприятии принимают участие писатели, актеры, музыканты.
В 2004 году на горе Пикет в честь 75-летия со дня рождения В. М. Шукшина был установлен бронзовый памятник, изготовленный известным скульптором Клыковым В. М. Высота памятника составляет 8 метров, а вес вместе с постаментом — более 20 тонн. Для установки памятника, кроме горы Пикет, рассматривалось место на одной из улиц села Сростки, вблизи Чуйского тракта. Учитывая статус горы Пикет как памятника природы и особо охраняемой территории, а также возможные технические трудности с установкой многотонного монумента на горе, краевые власти сперва остановили свой выбор на сельской улице. Однако, приняв во внимание пожелание автора памятника, позднее решение изменилось в пользу горы Пикет. 
На горе, кроме древнего городища, есть курганы и два могильника: один - скифского, другой - тюркского времен. В Эрмитаже хранится настоящий палаш с золотыми бляхами, найденный когда-то здесь.

## Экспозиции
Коллекции музея сформированы на основе предметов и документов семьи матери писателя Марии Сергеевны Куксиной (Шукшиной), коллекции школьного музея села Сростки и музея педагогического института г. Бийска (ныне — Алтайский государственный гуманитарно-педагогический университет имени В. М. Шукшина).
Экспозиции музея размещены в трех зданиях-памятниках, расположенных в разных частях села: литературная экспозиция «В.М. Шукшин. Жизнь и творчество» в здании бывшей сельской школы; мемориальная экспозиция «Далекие зимние вечера» в доме, где провел детские годы В. Шукшин; мемориальная экспозиция «Дом матери» в усадьбе матери писателя, актера, кинорежиссера.
В 2019 году коллеги Василия Шукшина Ирина Сергиевская и  Анатолий Заболоцкий передали в дар музею-заповеднику уникальные экспонаты, в том числе: предметы, которыми пользовался кинорежиссер и писатель, периодические издания из его личного архива, афишу фильма «Калина красная» на финском языке, экземпляры многотиражной газеты Мосфильма «Советский фильм».

## Родовое гнездо в творчестве В. М. Шукшина
- Финальный кадр фильма «Печки-лавочки» снят на горе Пикет. Об этом рассказывает кинооператор фильма Анатолий Заболоцкий в книге «Шукшин в кадре и за кадром» и приводит слова Василия Шукшина, которые не раз от него слышал: «Эх, люблю это место. Для меня здесь пуп земли»[5].